# 世田谷区立東深沢小学校
世田谷区立東深沢小学校（せたがやくりつ ひがしふかさわしょうがっこう）は、東京都世田谷区深沢3丁目にある区立小学校。

## 概要
1949年（昭和24年）に、深沢小学校から分離して開校する。児童数は、1990年代後半より減少傾向であったが、2004年に深沢2丁目の大型マンション深沢ハウスの新設などにより、再び増加傾向である。進学する中学校としては世田谷区立東深沢中学校が校区になるが、国立・私立中学校に進学する児童もいる。児童数は2025年現在約839人。

## 沿革
- 1949年（昭和24年）
  - 9月15日[1] -  東深沢小学校新設。
  - 10月 - 新築落成並びに開校式挙行（教諭9名児童435名）。
- 1954年（昭和29年）10月 - 開校5周年記念式典挙行(校歌発表)。
- 1956年（昭和31年）9月 - 校旗新調。校舎拡張656平方メートル。
- 1959年（昭和34年）10月 - 開校10周年記念式典挙行。
- 1961年（昭和36年）11月 - プール竣工（25m×10m）。
- 1963年（昭和38年）4月 - 鉄筋校舎改築工事完成。
- 1969年（昭和44年）
  - 3月 - 屋内体育館・鉄筋校舎の改築工事。
  - 10月 - 開校20周年記念式典挙行。
- 1970年（昭和45年）1月 - 祝歌「ひがしのなかま」発表。
- 1974年（昭和49年）
  - 3月 - この月から1974年（昭和49年）8月まで、鉄筋校舎改築、木造校舎解体及び校庭整地。
  - 10月 - 開校25周年記念式典挙行。
- 1986年（昭和61年）7月 - この月から9月まで、校庭全面改修・屋上防水工事。
- 1989年（平成元年）
  - 8月 - 舎内装大規模改造工事（東側）。
  - 11月 - 開校40周年記念式典挙行
- 1990年（平成2年）9月 - 校舎内装大規模改造工事（西側）。
- 1999年（平成11年）
  - 8月 - 校庭全面改修。
  - 10月 - 開校50周年記念式典挙行。
- 2001年（平成13年）
  - 3月 - 調べ学習室・教育相談室・多目的室新設。　　
  - 4月 - 学校評議員制度推進校。
- 2002年（平成14年）4月 - この月から2005年（平成17年）3月まで、文部科学省・東京都学力向上フロンティア事業推進校、区研究課題校。
- 2007年（平成19年）
  - 3月 - プレハブ校舎完成。
  - 4月 - 世田谷エコライフ活動推進校。
- 2008年（平成20年）12月 - 東校舎改築工事完了。
- 2009年（平成21年）
  - 4月 - 地域運営学校（学校運営協議会）指定（区）。
  - 9月 - 西校舎耐震補強工事完了。
- 2010年（平成22年）
  - 2月 - 創立60周年記念式典挙行。
  - 3月 - 校庭改修工事終了。
- 2013年（平成25年）11月 - みしまの森学舎実践報告会。
- 2017年（平成29年）1月 - プール濾過機交換工事。
- 2018年（平成30年）8月 - 校庭・プールにミスト装置設置。同月、警視庁見守り隊への加入。
- 2019年（平成31年）2月 - 防犯対策のためのイルミネーション設置。

## 通学区域
東深沢小学校の通学区域は以下。
- 駒沢5丁目1番、7～17番。
- 等々力7丁目17～21番。
- 深沢1～2丁目全域。
- 深沢3丁目1～26番。
- 深沢4丁目全域。
- 深沢5丁目4～9番。

## アクセス
- 東急バス「自02」・「都立01」の各系統で、「東深沢小学校前」停留所下車。
- 東急電鉄
  - 東横線・大井町線自由が丘駅から、
    - 上述の東急バス「自02」系統のバスに乗車し約10分、「東深沢小学校前」停留所下車。
    - 東急バス「自11」・「自12」の各系統に乗車し約10分、「附属世田谷中学校前」停留所下車後、徒歩約5分。

  - 東横線都立大学駅から、上述の東急バス「都立01」系統のバスに乗車し約10分、「東深沢小学校前」停留所下車。
  - 田園都市線桜新町駅から、上述の東急バス「都立01」系統のバスに乗車し約15分、「東深沢小学校」停留所下車。

## 著名な出身者
- 坪井直樹 - テレビ朝日アナウンサー
- 三田英津子 - 元女子プロレスラー

## 外部サイト
東深沢小学校公式サイト